# Zenaide Maia

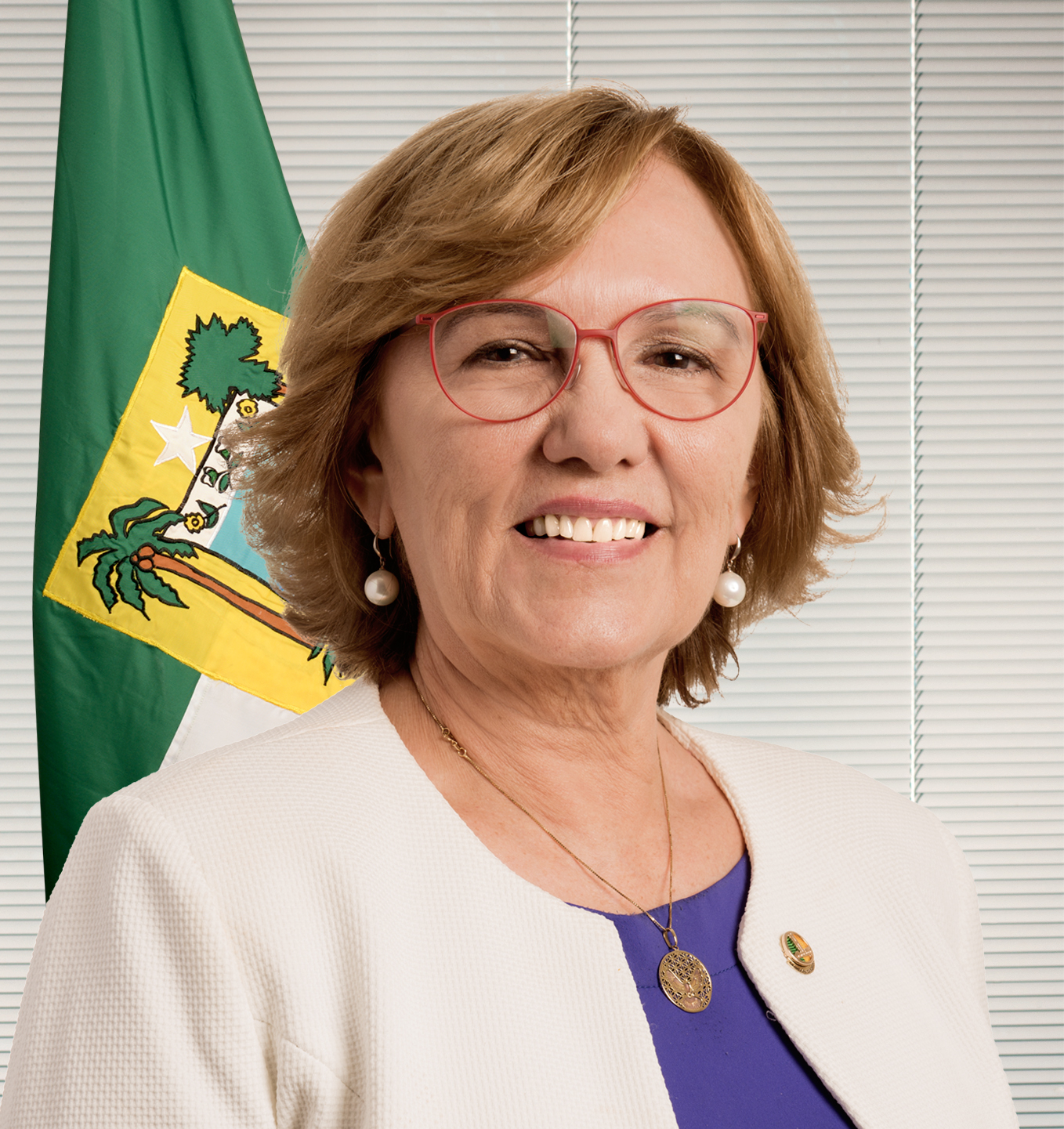
Zenaide Maia, 2019

Zenaide Maia Calado Pereira dos Santos, bekannt als Zenaide Maia, (* 27. November 1954 in Brejo do Cruz) ist eine brasilianische Politikerin und seit 2019 Bundessenatorin für den Bundesstaat Rio Grande do Norte. Sie ist Mitglied des Partido Republicano da Ordem Social (PROS).

## Leben
Zenaide Maia ist die Tochter von João Gonçalves Maia und Anunciada Cecilia da Silva Maia. Ihr Bruder ist der ebenfalls als Politiker tätige João da Silva Maia (Bundesabgeordneter).
1981 schloss sie ein medizinisches Studium der Infektionskrankheiten an der Universidade Federal do Rio Grande do Norte (UFRN) ab. Sie ist verheiratet mit dem ehemaligen Stadtpräfekten (Bürgermeister) von São Gonçalo do Amarante Jaime Calado Pereira dos Santos, der seit 2019 Staatssekretär für Wirtschaftliche Entwicklung im Bundesstaat ist.

## Politische Laufbahn
Ihre politische Karriere begann sie 1991 als Kommunalpolitikerin für Gesundheit in der Stadt São Gonçalo do Amarante, in dieses Amt wurde sie für die Amtszeit von 2009 bis 2011 wiederernannt. 2009 war sie in den Partido da República (PR) eingetreten, der heute Partido Liberal heißt. Hier war sie Mitglied bis 2018 und wechselte in diesem Jahr bis 2019 zum Partido Humanista da Solidariedade (PHS), um 2019 zum Partido Republicano da Ordem Social (PROS) zu wechseln.
Bei den Wahlen in Brasilien 2014 wurde sie für die Amtszeit von 2015 bis 2019 zur Abgeordneten für den Bundesstaat Rio Grande do Norte in die Abgeordnetenkammer des Nationalkongresses in Brasília gewählt, wo sie in verschiedenen politischen Kommissionen im Sozialbereich tätig war.
Sie gilt als Gefolgsfrau der ehemaligen Präsidentin Dilma Rousseff und positionierte sich politisch, als sie am 17. April 2016 gegen das Amtsenthebungsverfahren von Dilma Rousseff stimmte, dann gegen den als PEC 241 bekannt gewordenen Verfassungszusatz „Emenda Constitucional do Teto dos Gastos Públicos“ (Änderung zur Obergrenze für öffentliche Ausgaben). Sie war gegen die Arbeitsreform 2017 des damaligen Präsidenten Michel Temer und für die Klage vor dem Obersten Bundesgericht gegen Temer wegen möglicher Korruption.
Bei den Wahlen in Brasilien 2018 wurde sie mit 660.315 der gültigen Stimmen in die 56. Legislaturperiode des Bundessenats gewählt. Als Senatorin ist sie bis 2027 im Amt.
Sie ist Erste Stellvertretende Führerin (1ª vice-líder) des Parlamentarierblocks der Resistência Democrática im Senat.